# Традиционный сбор (пьеса)
«Традиционный сбор» — пьеса Виктора Розова в двух действиях.
Пьеса повествует о судьбах людей, окончание школы у которых совпало с началом Великой Отечественной войны. Спустя четверть века бывшие одноклассники пришли в родную школу, не подозревая, что в этот вечер им предстоит встретиться лицом к лицу не только с давними знакомыми, а и со своими мечтами, ошибками, любовью.

## История
В 1983 году в журнале «Театр» была опубликована документальная пьеса в двух действиях с тем же названием, в ней школьные друзья Виктора Розова по Костроме (инженер Фёдор Никитин, экономист Наталья Воскресенская), его однокашники по студии при Театра Революции (Александра Терёхина, Татьяна Карпова, Афанасий Белов, Михаил Яновицкий), ставившие его пьесы режиссёры (Мария Кнебель, Валентин Плучек, Олег Ефремов, Анатолий Эфрос), игравшие в его пьесах актёры (Олег Табаков, Лилия Толмачёва, Геннадий Бортников, Антонина Дмитриева) рассказывают о драматурге.

## Сюжет
Действие происходит в середине 1960-х годов.

## Персонажи
- Сергей Андреевич Усов, 42 лет.
- Агния Николаевна Шабина — литературный критик, 42 лет. Бывшая жена Сергея Усова.
- Александр Петрович Машков — физик, 42 лет. Муж Агнии.
- Павел Павлович Козин — зав. овощным складом, 42 лет.
- Максим Иванович Петров — рабочий на заправочной бензоколонке, 42 лет.
- Илья Леонидович Тараканов — профессор химии, 42 лет.
- Лидия Степановна Белова — работница сберкассы, 42 лет.
- Ольга Михайловна Носова — сменный мастер на текстильной фабрике, 42 лет.
- Евгений Павлович Пухов — учитель математики, 42 лет.
- Тимофей — сын Пухова, 17 лет.
- Игорь, 18 лет , Инна, 17 лет, Катя, 17 лет, Фёдор, 17 лет, Николай, 18 лет, Алла, 17 лет — бывшие одноклассники Тимофея.
- Олег Петрович Голованченко, 48 лет.
- Родионов, 37 лет.
- Лиза Хренова — работница сберкассы, 28 лет.
- Алексей Васильевич Копылов — работник на Севере, 52 лет.
- Алексей Алексеевич Каменев — кинорежиссёр, 53 лет.
- Первый пожилой мужчина, 60 лет.
- Второй пожилой мужчина, 60 лет.
- Девочка — дежурная, 10 лет.
- Мальчик — дежурный, 10 лет.
- Мужчины, женщины, молодежь на школьном вечере.